# Fran Landesman
Fran Landesman (* 21. Oktober 1927 in New York City als Frances Deitsch; † 23. Juli 2011 in London) war eine aus den Vereinigten Staaten stammende, in England lebende Liedtexterin, Künstlerin und Lyrikerin.

## Leben und Wirken
Frances Vater war Schneider, ihre Mutter Journalistin. Ihr Bruder Sam Deitsch begründete und führte die Bar Washington Square Bar and Grill in San Francisco. Sie besuchte Privatschulen, später die Temple University und das Fashion Institute of Technology, um zunächst in der Modebranche zu arbeiten. In New York lernte sie den Schriftsteller Jay Landesman kennen, der die kurzlebige Zeitschrift Neurotica veröffentlichte, und heiratete ihn am 15. Juli 1950. Die beiden haben zwei Söhne, Cosmo und Miles Davis Landesman. Mit ihrem Ehemann zog sie nach St. Louis, Missouri, wo er dieser mit seinem Bruder Fred den Nachtclub Crystal Palace eröffnete. Das Unternehmen war erfolgreich, wartete mit großen Namen auf und bot gleichzeitig Avantgarde-Theater-Produktionen.
1952 begann Fran Landesman, angeregt durch die Erfahrungen in der Bar des Crystal Palace, Songtexte zu schreiben. Zu ihren bekanntesten zählt Spring Can Really Hang You up the Most, angeregt von T. S. Eliots Gedicht April is the cruelest month... Komponist war der Pianist im Crystal Palace, Tommy Wolf. Der Song wurde bald ein Hit durch Jazzsängerinnen wie June Christy, Chris Connor, Ella Fitzgerald, Irene Kral und Betty Carter, und führte zu weiteren Arbeiten von Landesman und Wolf. Dieser schrieb die Melodien für die Songs von The Nervous Set, einem Musical nach einem Buch von Jay Landesman, das kurz am Broadway lief, und Spring sowie The Ballad of the Sad Young Men enthielt. Ein weiteres Musical, Molly Darling von Jay Landesman und Martin Quigley, wurde für die St. Louis MUNY Opera produziert. Fran Landesman schrieb den Liedtext für A Walk on the Wild Side (1956) von Nelson Algren.
1960 begann sie mit dem Sänger, Pianisten und Komponisten Bob Dorough zusammenzuarbeiten, den Wolf nach St. Louis geholt hatte, um die Hauptrolle in A Walk on the Wild Side zu spielen. Ihr gemeinsam geschriebener Song Nothing Like You wurde von Dorough und Miles Davis aufgenommen, enthalten auf dessen Album Sorcerer von 1967. Ein weiterer Song, Small Day Tomorrow, war Titel des Dorough-Albums von 2007, das zwölf Lieder mit Texten von Landesman enthält.
1964 zog das Ehepaar Landesman nach London, wo sie sowohl Liedtexte für Künstler wie Pat Smythe, Georgie Fame, Tom Springfield, Richard Rodney Bennett und Dudley Moore schrieb als auch ihre Zusammenarbeiten mit Komponisten in den USA fortsetzte. So schrieb sie Songtexte für ein weiteres Musical ihres Mannes, Dearest Dracula (1965) für das Dublin Theatre Festival
In den 1970er Jahren begann Fran Landesman auch Lyrik zu schreiben und zu veröffentlichen, die sie auf Festivals und im BBC Radio vorstellte. 1994 lernte sie den britischen Komponisten Simon Wallace kennen, mit dem sie in ihren letzten Jahren zusammenarbeitete. So entstanden Songs für verschiedene Theater-Shows, wie There's Something Irresistible in Down (1996), die für Young Vic von Mitgliedern der Royal Shakespeare Company produziert wurde, Forbidden Games (1997) aufgeführt im Ustinov Theatre Bath, Pleasance Theatre Edinburgh und auf dem Gdansk Shakespeare Festival, und Queen of the Bohemian Dream (2007), produziert vom Source Theatre in Washington, D.C. The Decline of the Middle West (1995) gespielt in The Supper Club in Manhattan enthielt ebenfalls Texte von Landesman. 1996 sorgte sie für Proteste bei der BBC, als sie in der Sendung Desert Island Discs ihren Cannabis-Konsum rechtfertigte.
1999 übergab Landesman ihr Archiv an die University of Missouri–St. Louis, wo es sich seitdem in der Western Historical Manuscript Collection befindet. 2006 veröffentlichte Circumstantial Productions eine neue Ausgabe ihrer Gedichte und Liedtexte, Small Day Tomorrow, herausgegeben von Richard Connolly.
In den letzten zehn Jahren ihres Lebens trat sie regelmäßig auf, rezitierte ihre Gedichte, sang ihre Lieder und sprach gelegentlich über ihr Leben und Werk. 2003 trat sie im New Yorker Joe's Pub mit Jackie Cain und Bob Dorough auf; im Oktober 2008 kehrte sie nach St. Louis für eine Solo-Show im Gaslight Theatre zurück. Zwischen 2010 und 2011 hatte sie zweimonatliche Gastspiele bei der RADA für Farrago Poetry; alle sechs Monate konzertierte sie im 606 Club in London. Im Mai 2010 präsentierte das South Bank Centre die Show A Night Out with Fran Landesman im Purcell Room und im April 2011 das Leicester Square Theatre An Evening with Fran Landesman als Teil des Art of Song Festival. Ihren letzten Auftritt hatte sie bei RADA am 21. Juli 2011, zwei Tage vor ihrem Tode im Alter von 83 Jahren.